# Caligo beltrao
Caligo beltrao är en fjärilsart som beskrevs av Johann Karl Wilhelm Illiger 1801. Caligo beltrao ingår i släktet Caligo och familjen praktfjärilar. Inga underarter finns listade i Catalogue of Life.

## Bildgalleri

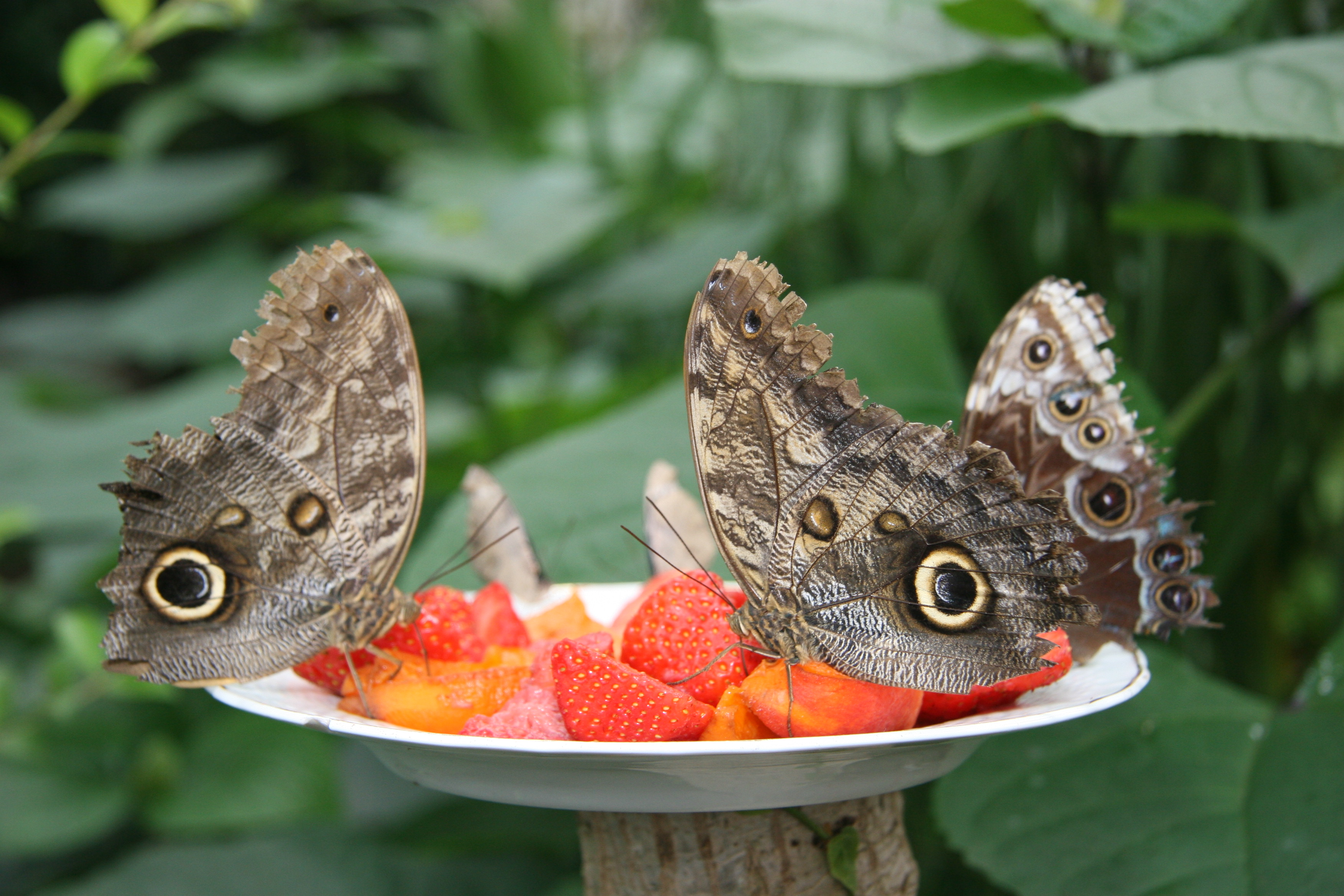
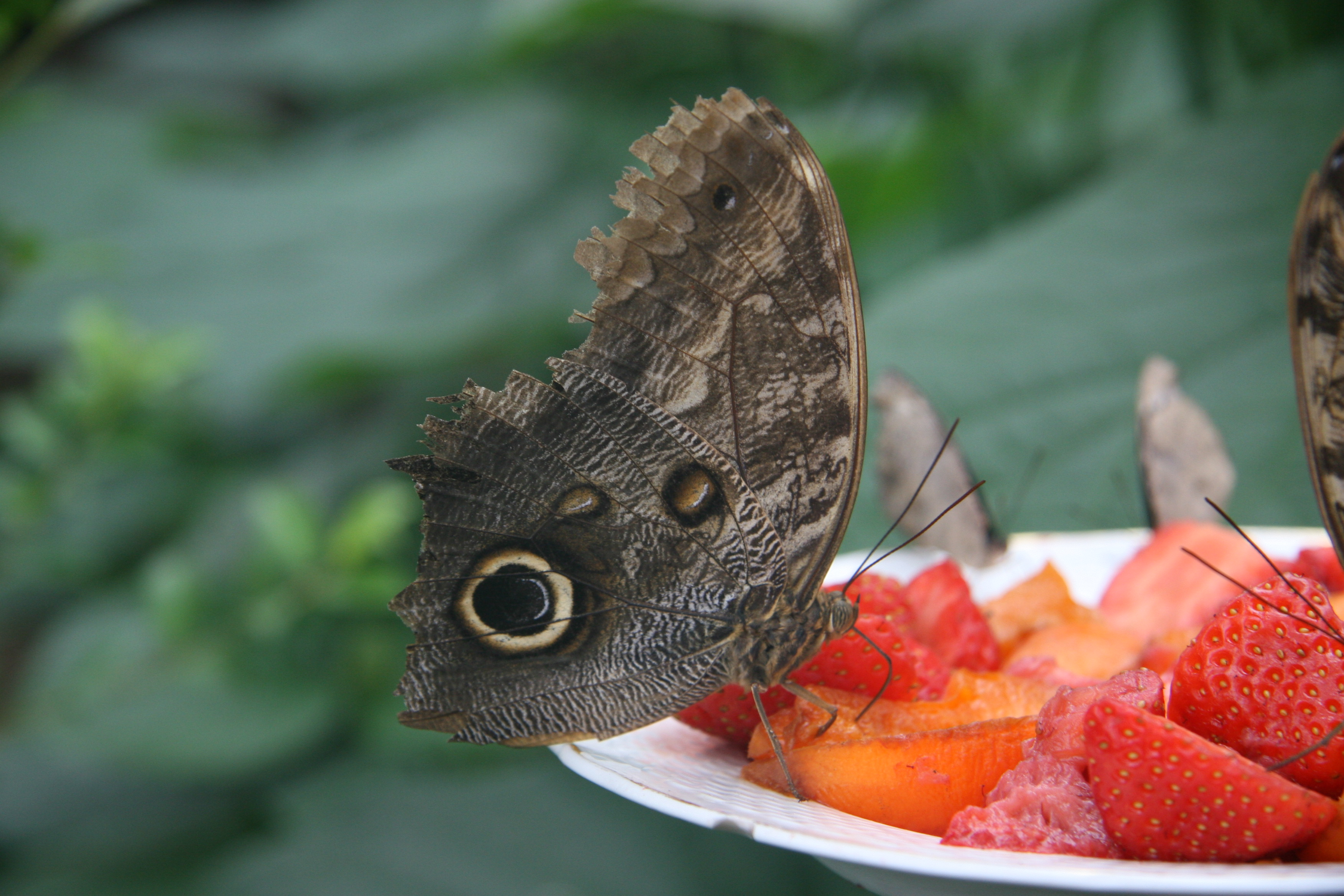
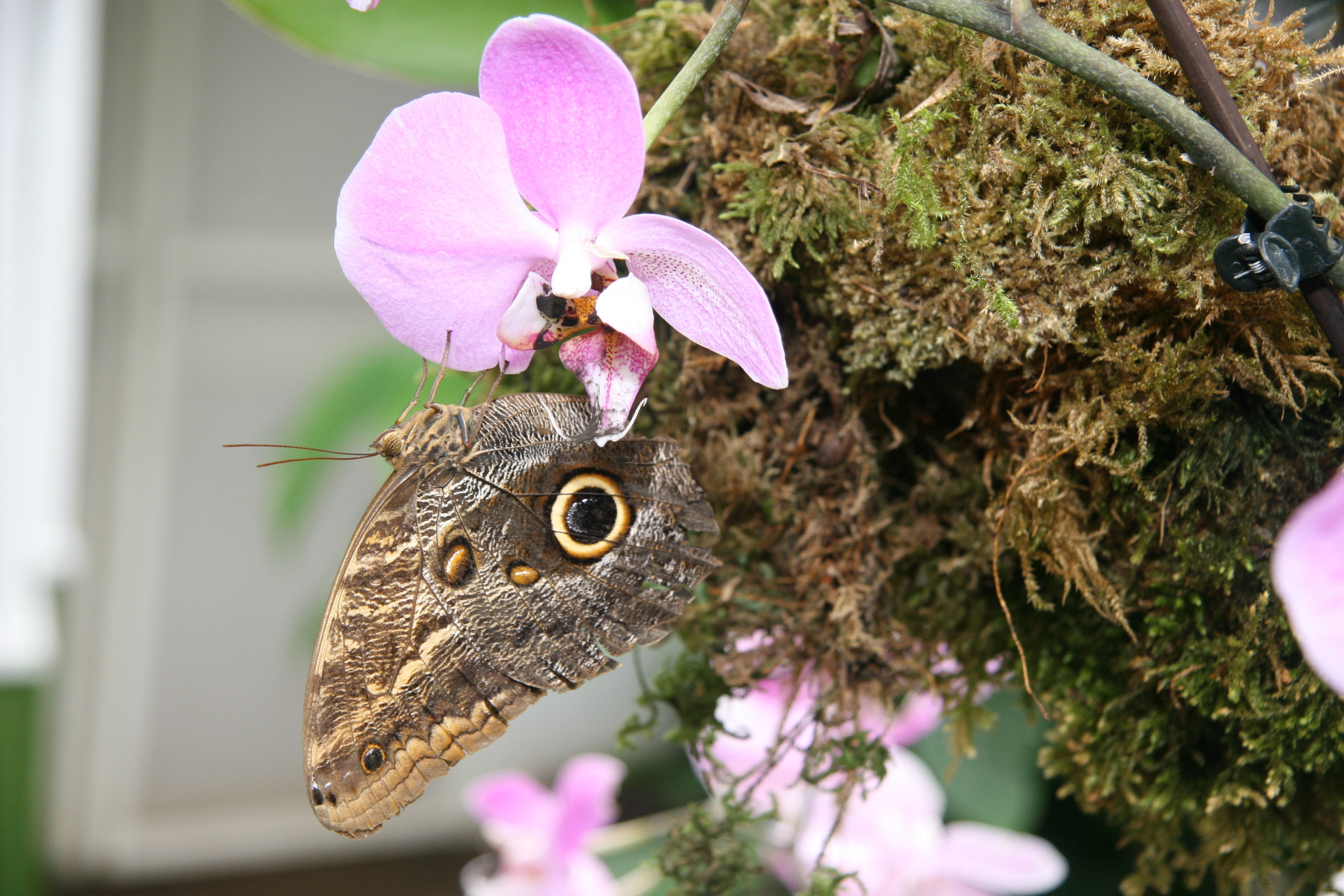
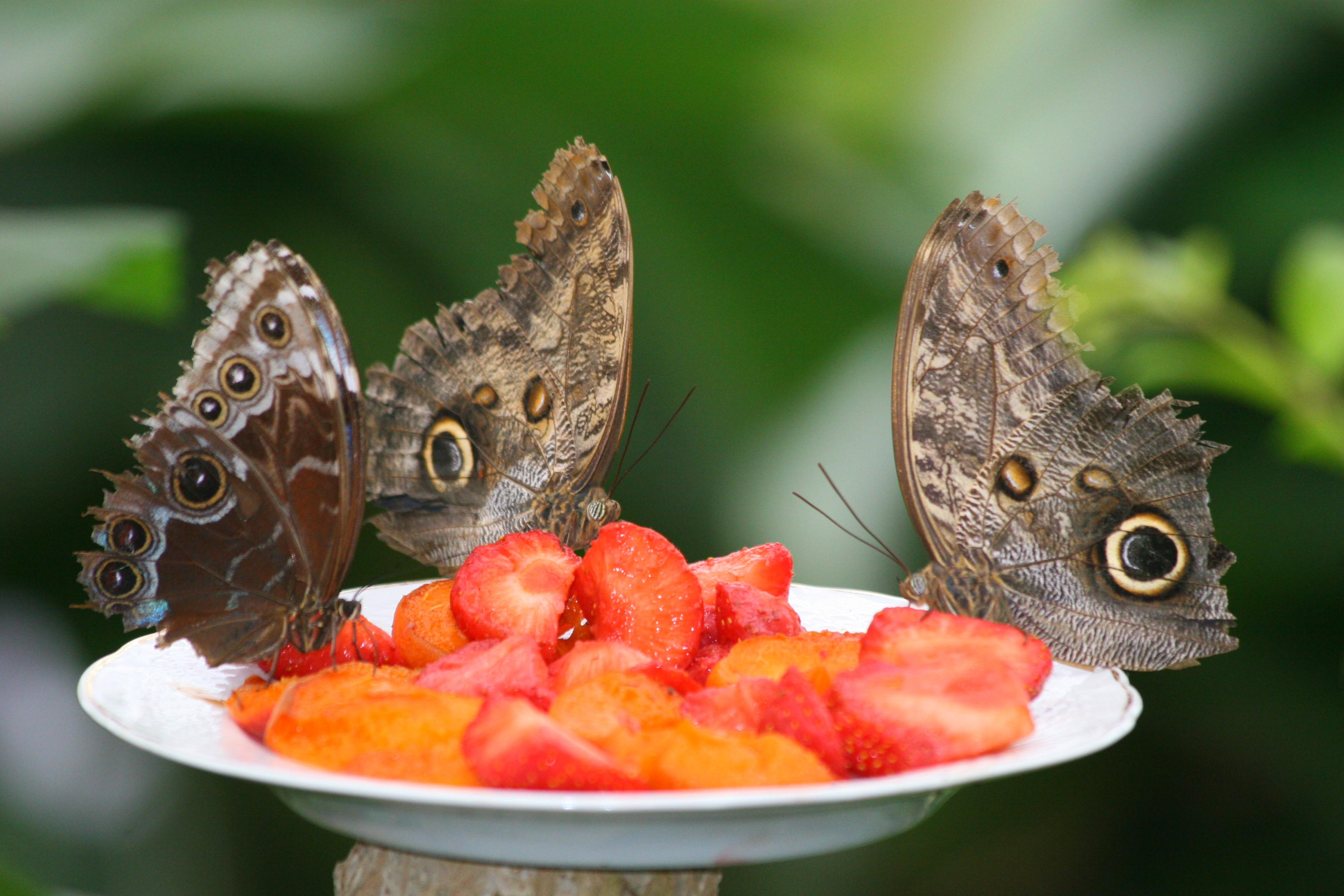
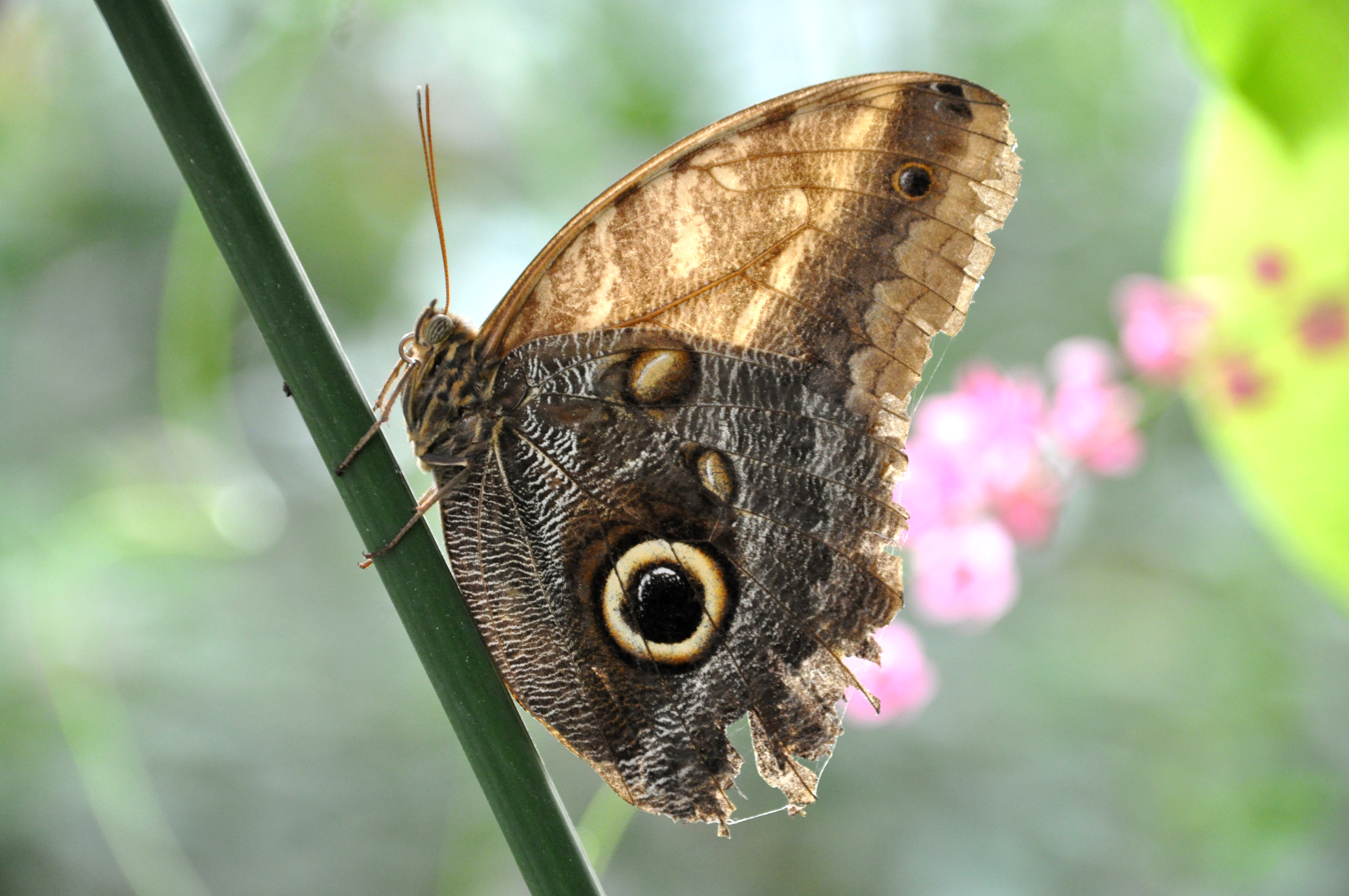
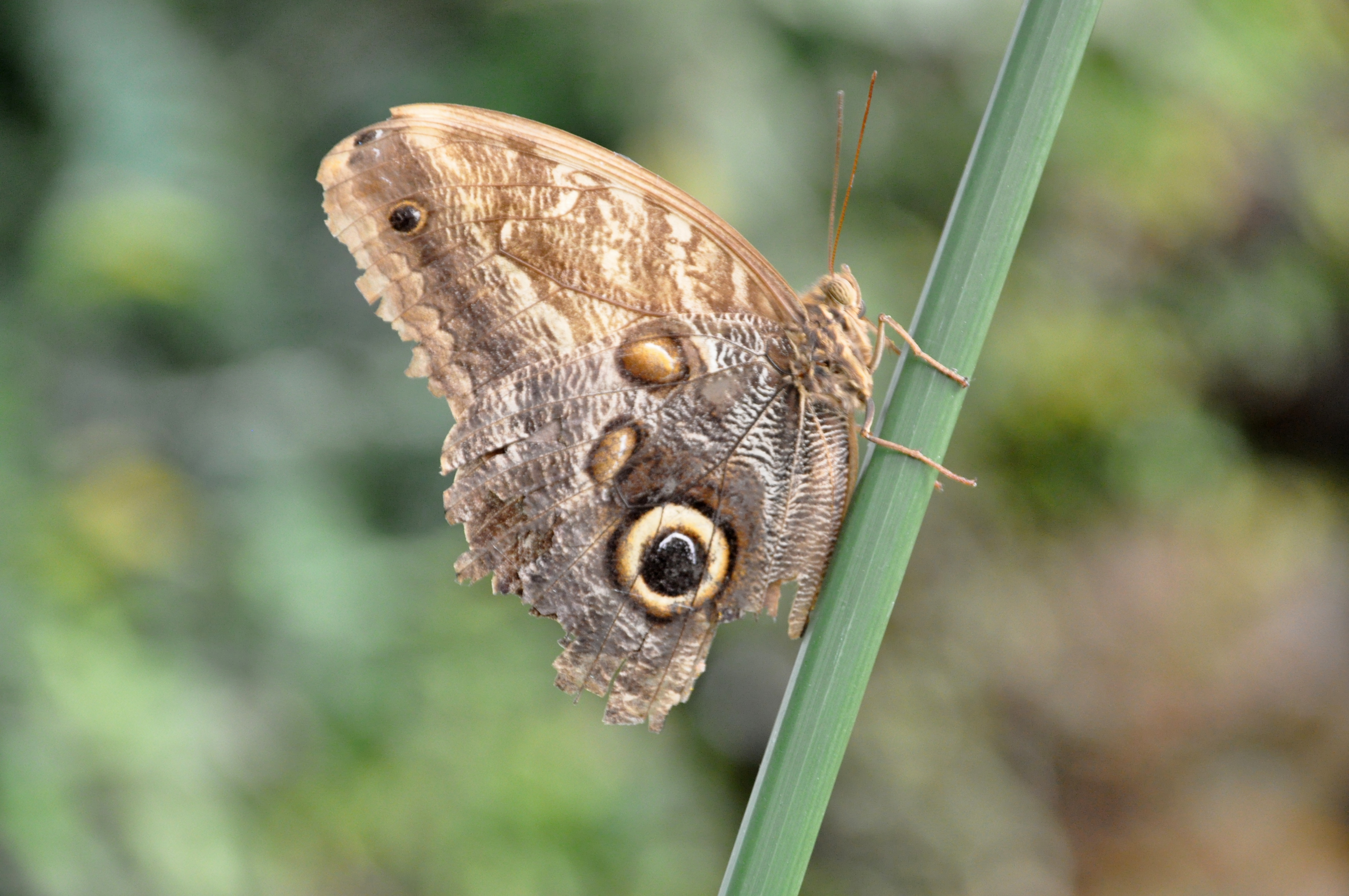